# Kap Fie
Kap Fie är en udde på sydöstra Bouvetön (Norge) i södra Atlanten. Udden blev först kartlagd av en tysk expedition år 1898 under Karl Chun, för att i december 1927 kartläggas och namnges på nytt av den norska expeditionen Norvegia under Harald Horntvedt som då utforskade området.